# Tjålmak (Arjeplogs socken, Lappland, 733724-162116)
Tjålmak är en sjö i Arjeplogs kommun i Lappland och ingår i Piteälvens huvudavrinningsområde. Sjön har en area på 0,438 kvadratkilometer och ligger 539,1 meter över havet.

## Delavrinningsområde
Tjålmak ingår i det delavrinningsområde (734078-161834) som SMHI kallar för Mynnar i Östra Rebraur. Medelhöjden är 592 meter över havet och ytan är 42 kvadratkilometer. Det finns inga avrinningsområden uppströms utan avrinningsområdet är högsta punkten. Vattendraget som avvattnar avrinningsområdet har biflödesordning 4, vilket innebär att vattnet flödar genom totalt 4 vattendrag innan det når havet efter 208 kilometer. Avrinningsområdet består mestadels av skog (70 procent) och sankmarker (21 procent). Avrinningsområdet har 0,7 kvadratkilometer vattenytor vilket ger det en sjöprocent på 1,7 procent.